# おきん
おきん（1618年 - 1664年11月14日）は、江戸時代前期に実在したとされる人物であり、日本の侠客・幡随院長兵衛の妻である。歌舞伎等では長兵衛女房 お時（ちょうべえにょうぼう おとき）として知られる人物である。

## 人物・来歴

### 通説
1618年（元和4年）、武蔵国下谷村のちの江戸下谷町（現在の東京都台東区下谷）に生まれる。父は人入れ稼業を営む山脇惣右衛門である。正確な誕生日は不明である。
長じて、父・惣右衛門の子分であり、浅草花川戸を拠点とする町奴の頭領であった幡随院長兵衛こと塚本伊太郎と結婚する。4歳年上のいわゆる姉さん女房であった。
1657年8月27日（明暦3年7月18日）、夫・長兵衛が、旗本奴「大小神祇組」（白柄組とも）の頭領・水野十郎左衛門（水野成之）に暗殺される（享年36）。この報を受けたおきんは、顔色ひとつ変えないほどの気丈さであったと伝えられる。
1664年11月14日（寛文4年9月27日）、死去した。享年47（満45-46歳没）。

### 諸説
長兵衛とおきんの死亡時期には異説があり、長兵衛が水野に謀殺されたのが1650年5月13日（慶安3年4月13日、享年28）、おきんが亡くなったのは、さらにその60日ほど前の1650年3月16日（慶安3年2月14日、享年32）とするものである。同説を採用する『実録 江戸の悪党』の山下昌也によれば、おきんの父・惣右衛門が、山脇家の菩提寺である源空寺に、自らよりも先立った娘夫婦を弔い、地蔵菩薩を彫った2基の墓を建てたという。戒名は善香寿散信女（ぜんこうじゅさんしんにょ）、とするのは三田村鳶魚であり、三田村によれば、同寺の古い記録にあるという。
源空寺は同墓の建立当時には湯島に所在したが、1657年3月2日（明暦3年1月18日）に起きた明暦の大火以降、現在の東上野に移転した。

## 伝説・物語
四代目松本幸四郎（1737年 - 1802年）の三十三回忌、五代目松本幸四郎の百ヶ日追善興行として、1838年9月（天保9年8月）に初演された『御摂手向花川戸』で、すでに幡随院長兵衛の妻として「お時」という人物が登場する。歌川国芳は、1850年4月（嘉永3年3月）、連作『杜若手向花川戸』を描き、三代目岩井粂三郎演じる「長兵衛女房おとき」を数パターン、図像化した。
1855年（安政2年）、『長兵衛女房お時』、あるいは『女房おとき』を『幡瑞長兵衛』とともに、三代目歌川豊国（歌川国貞）が描いている。
1881年（明治14年）10月、河竹黙阿弥が書いた世話物『極付幡随長兵衛』が、東京府本郷区春木町（現在の東京都文京区本郷3丁目）の春木座で初演され、幡随院長兵衛の妻として「お時」という人物が登場する。それとともに長兵衛の幼い息子として、「長松」が登場するが、史実において長兵衛とおきんの間に子がいたかどうかは不明である。
映画においては、「お兼」あるいは「阿金」の役名で山田五十鈴らが演じ、歌舞伎を踏襲しているが、テレビ映画では「おきん」である。

## テアトログラフィ
歌舞伎で「おきん」（役名「お時」）を演じたおもな俳優の一覧である。生誕順。
- 岩井杜若（1776年 - 1847年） - 『御摂手向花川戸』（お時）
- 六代目 市川團蔵、二代目 市川九蔵（1800年 - 1871年） - 『御摂手向花川戸』（お時）
- 初代 坂東しうか（1813年 - 1855年） - 『御摂手向花川戸』（お時）
- 八代目 岩井半四郎、三代目 岩井粂三郎（1829年 - 1882年） - 『極付幡随長兵衛』（お時）
- 二代目 坂東秀調（1848年 – 1901年） - 『極付幡随長兵衛』（お時）
- 三代目 中村時蔵（1895年 - 1959年） - 『極付幡随長兵衛』（お時）
- 七代目 中村芝翫（1928年 - 2011年） - 『極付幡随長兵衛』（お時）

## フィルモグラフィ
日本映画データベース、キネマ旬報映画データベース等にみられる「おきん」の登場する劇映画一覧である。末尾の俳優がおきん、あるいはそれに相当する役柄を演じた。
- 『大江戸五人男』 : 監督伊藤大輔、製作松竹京都撮影所、配給松竹、1951年11月22日公開 - 山田五十鈴（役名「お兼」）
- 『花の幡随院』 : 監督大曾根辰保、製作松竹京都撮影所、配給松竹、1959年9月13日公開 - 山田五十鈴（役名「阿金」）
- 『旗本と幡随院 男の対決』 : 監督深田金之助、製作東映京都撮影所、配給東映、1960年4月12日公開 - 青山京子
- 『花のお江戸の無責任』 : 監督山本嘉次郎、製作・配給東宝、1964年12月20日公開 - 草笛光子（役名「おぎん」）
- 『幡随院長兵衛お待ちなせえ』 : 監督井上昭・松森健・丸山誠治・松林宗恵・清水勝也、東宝/俳優座映画放送/毎日放送、連続テレビ映画、1974年4月5日 - 同年10月4日放映 - 大原麗子
- 『侠客・幡随院長兵衛』 : 監督杉村六郎、テレビ東京/松竹、テレビ映画、1995年10月6日放映 - 野村真美